# The Avenger (album)
Pour les articles homonymes, voir The Avenger.
Albums de Amon Amarth
Once Sent from the Golden Hall
(1998) The Crusher
(2001)
The Avenger est le second album studio du groupe de death metal mélodique Amon Amarth, publié par Metal Blade Records le 2 septembre 1999. La composition du groupe sur cet album est resté inchangée depuis.
Le casque de Sutton Hoo figure en arrière-plan sur la pochette.

## Citation et conflit
Citation exact du groupe pour l'album

« Any references made to implicate that there are cover bands out there that
really sucks  [sic] found in this recording are purely intentional. »

Cette citation est le résultat d'un conflit avec le groupe de heavy metal HammerFall, et la presse qui accusait le groupe de ne pas être original et de copier certains groupes.

## Liste des titres
1. "Bleed for Ancient Gods" − 4:31
2. "The Last with Pagan Blood" − 5:39
3. "North Sea Storm" − 4:56
4. "Avenger" − 7:11
5. "God, His Son and Holy Whore" − 4:00
6. "Metalwrath" − 3:50
7. "Legend of a Banished Man" − 6:05

### Digipak
1. "Thor Arise" − 5:07 (Ré-enregistrement des chansons de Thor Arise demo, bonus)

## Formation
- Fredrik Andersson − Batterie
- Olavi Mikkonen − Guitare
- Johan Hegg − Chant
- Johan Söderberg − Guitare
- Ted Lundström − Basse